# Phyllostegia yamaguchii
Phyllostegia yamaguchii är en kransblommig växtart som först beskrevs av Edward Yataro Hosaka och O. Deg. (pro. sp..  Phyllostegia yamaguchii ingår i släktet Phyllostegia och familjen kransblommiga växter. Inga underarter finns listade i Catalogue of Life.